# غران تورزمو 5 برولوغ
غران تورزمو 5 برولوغ (بالإنجليزية: Gran Turismo 5 Prologue)‏ ، هي لعبة فيديو من نوع سباق السيارات، أنتجها شركة سوني عام 2007م، وتعمل على نظام بلاي ستيشن 3.